# Catherine Grey

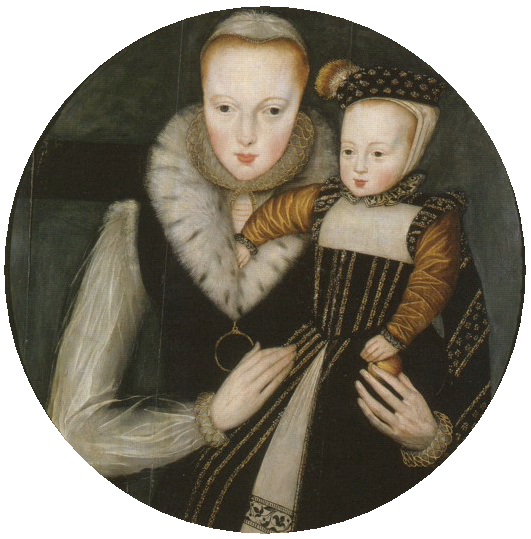
Catherine Grey met haar zoon Edward Seymour, heer Beauchamp.

Catherine Grey, gravin van Hertford (Leicester, 25 augustus 1540 - Yoxford, 26 januari 1568) was een Engelse edelvrouw.

## Levensloop

### Familie, aanspraken op de troon en eerste huwelijk
Catherine Grey was de tweede overlevende dochter van Henry Grey, hertog van Suffolk, uit diens huwelijk met Frances Brandon, dochter van Charles Brandon, hertog van Suffolk, en Maria Tudor, op haar beurt een dochter van koning Hendrik VII van Engeland. Ze was de jongere zus van Jane Grey en de oudere zus van Mary Grey. Via hun grootmoeder konden de zussen Grey aanspraak maken op de Engelse troon. Ze werden in de lijn van erfopvolging enkel voorafgegaan door de kinderen van koning Hendrik VIII van Engeland en de nakomelingen van Hendriks oudere zus Margaretha Tudor en haar echtgenoot Jacobus IV van Schotland. Hendrik VIII had de nakomelingen van Margaretha en Jacobus IV echter uitgesloten van erfopvolging, waardoor de familie Grey dichter bij de Engelse troon kwam te staan.
Omstreeks augustus 1552 werd ze verloofd met Henry Herbert (1534-1601), zoon en erfopvolger van William Herbert, graaf van Pembroke. Een jaar later, toen koning Eduard VI op sterven lag, hadden de koning en zijn belangrijkste minister John Dudley, het plan opgevat om zijn oudere zus Maria Tudor uit te sluiten van de erfopvolging, ten voordele van Catherines oudere zus Jane Grey. Volgens het Letters Patent van 21 juni 1553 was Catherine vanaf dan tweede in lijn van troonsopvolging, na haar zus Jane. Op 25 mei 1553 werd die de echtgenote van Guilford Dudley, de zoon van John Dudley, en op dezelfde dag huwde Catherine met Henry Herbert. Na de bruiloft ging Catherine met haar echtgenoot in Baynard's Castle wonen. Nadat de troonsbestijging van Jane Grey faalde, distantieerde Henry's vader zich van de familie Grey en zette hij stappen om het huwelijk van zijn zoon met Catherine te laten ontbinden. In 1554 lukte dit toen aartsbisschop van Canterbury Thomas Cranmer stelde dat het huwelijk niet-geconsommeerd en dus ongeldig was. Ondertussen werden Catherines zus Jane en haar vader in februari 1554 geëxecuteerd, na de onderdrukking van de opstand van Thomas Wyatt.

### Mogelijke erfopvolgster van Maria I en Elizabeth I
Tijdens de eerste fase van de regering van Maria I was Catherine Grey de voornaamste erfopvolger van de Britse troon, aangezien Maria's halfzus Elizabeth I toen nog als onwettig werd bestempeld. Ontgoocheld wanneer Elizabeth alsnog als erfopvolgster werd erkend, zag Catherine haar kansen op de Britse troon weer stijgen toen Elizabeth I in november 1558 Maria opvolgde als koningin. Er waren zelfs even geruchten dat Elizabeth Catherine Grey zou gaan adopteren, maar ze verpestte haar kansen op de troon door een geheim huwelijk te sluiten met Edward Seymour (1539-1621), de graaf van Hertford.

### Tweede huwelijk en gevangenschap
Catherine werd aan Edward Seymour voorgesteld door diens zus Jane Seymour, met wie ze bevriend was. De twee werden verliefd en huwden in december 1560 zonder koninklijke toestemming. Het was een geheime ceremonie die plaatsvond in het huis van Edward in Cannon Row, met zijn zus Jane als enige getuige. Kort nadien kreeg haar echtgenoot van koningin Elizabeth I de opdracht om met Thomas Cecil een grand tour door Europa te maken, "om hun opleiding te verbeteren". Voor zijn vertrek gaf de graaf van Hertford aan Catherine een document waarmee ze kon bewijzen dat ze met hem gehuwd was, zodat ze zijn bezittingen kon erven als hij zou overlijden. Ze raakte het document echter kwijt en nadat Jane Seymour in 1561 overleed, was Catherine niet meer in staat te bewijzen dat ze met Edward gehuwd was.
Catherine verzweeg het huwelijk maandenlang, zelfs toen ze zwanger werd. Toen ze in de achtste maand van haar zwangerschap op weg was naar het koninklijk hof in Ipswich, besloot ze toch iemand te zoeken die bij de koningin een goed woordje voor haar kon doen. Eerst nam ze gravin Bess van Hardwick in vertrouwen, maar die weigerde naar Catherine te luisteren en berispte haar. Vervolgens ging ze in het midden van de nacht naar de slaapkamer van haar zwager Robert Dudley om hem haar dilemma uit te leggen. Aangezien Dudleys kamer aan die van de koningin grensde, probeerde hij haar zo snel mogelijk weg te krijgen, omdat hij bang was dat de koningin hen afluisterde en het gênant zou zijn om betrapt te worden met een duidelijk zwangere vrouw aan zijn bed. De volgende dag vertelde hij aan de koningin alles over Catherines huwelijk en zwangerschap.
De koningin was woedend dat haar nicht zonder haar toestemming was gehuwd. Ook doorkruiste dit haar plannen om Catherine uit te huwelijken aan de graaf van Arran, die een sterke claim op de Schotse troon had. Elizabeth was daarnaast niet te spreken over de echtgenoot die ze had gekozen en vreesde dat als Catherine een zoon zou baren, dit de kans op een opstand tegen haar zou vergroten. Ze liet Catherine gevangenzetten in de Tower of London, waar ook haar echtgenoot en Bess van Hardwick werden opgesloten. De koningin was er namelijk van overtuigd dat het huwelijk een groot complot was om haar af te zetten. Edward Warner, de luitenant van de Tower, stond toe dat Catherine en Edward Seymour elkaar in het geheim konden bezoeken en tijdens haar gevangenschap in de Tower baarde ze twee zonen:
- Edward Seymour (1561-1612), heer Beauchamp
- Thomas Seymour (1562/1563-1600)

In 1562 werd het huwelijk van Catherine Grey en Edward Seymour ongeldig verklaard door de aartsbisschop van Canterbury, waardoor hun kinderen onwettig werden en ook geen aanspraak meer konden maken op de Engelse troon.

### Laatste jaren
In 1563 liet Elizabeth Catherine voor de rest van haar leven scheiden van haar echtgenoot en oudste zoon. Ze kreeg de toelating om naar Pirgo te gaan, waar ze onder de voogdij van haar oom John Grey werd geplaatst. Dit bleef zo tot in november 1564, toen William Petre haar nieuwe voogd werd en ze naar Ingatestone Hall verhuisde. Twee jaar later kreeg ze alweer een nieuwe voogd, John Wentworth, en werd ze opnieuw overgeplaatst, eerst naar Gosfried Hall en in januari 1568 naar Cockfield Hall in Yoxford. 
Twee weken na haar verhuizing naar Cockfield Hall stierf Catherine op 27-jarige leeftijd aan tuberculose. Eerst werd ze bijgezet in de Cockfieldkapel in de kerk van Yoxford, alvorens haar lijkkist werd overgebracht naar Kathedraal van Salisbury, waar ook haar echtgenoot werd bijgezet.